# 르노 래티튜드

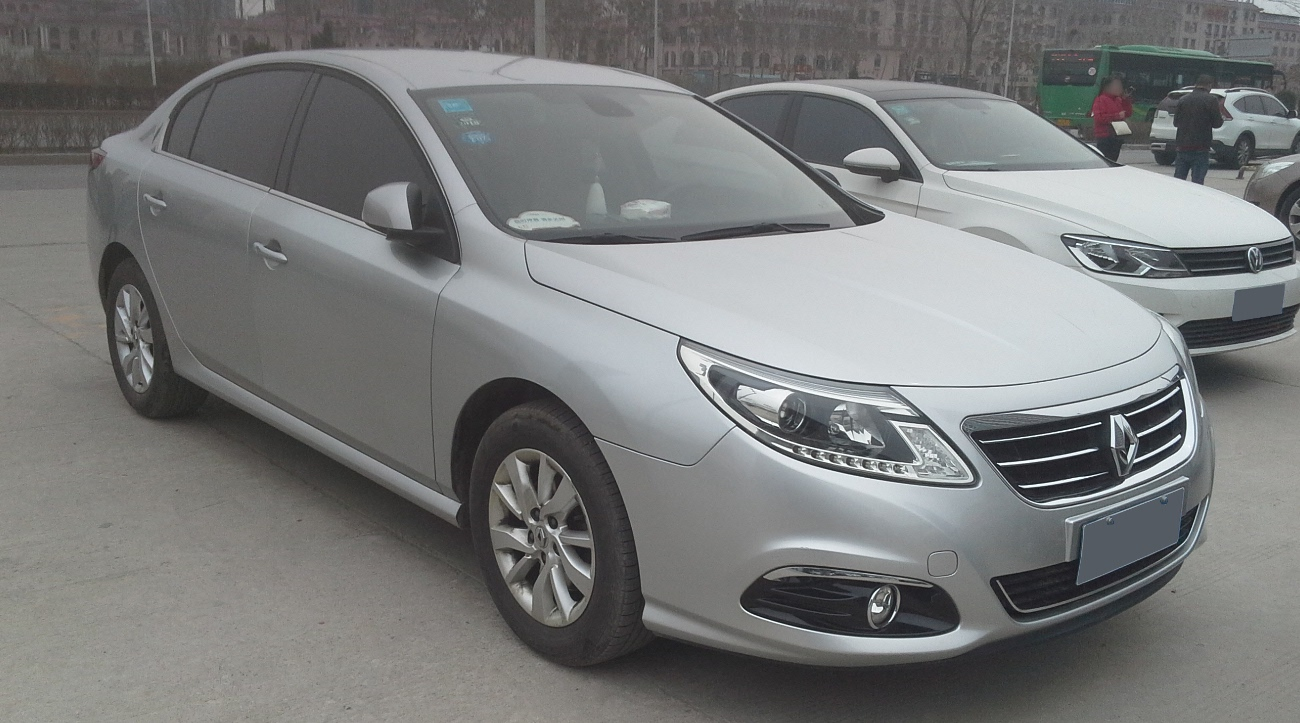
르노 래티튜드 (후기형) 정측면

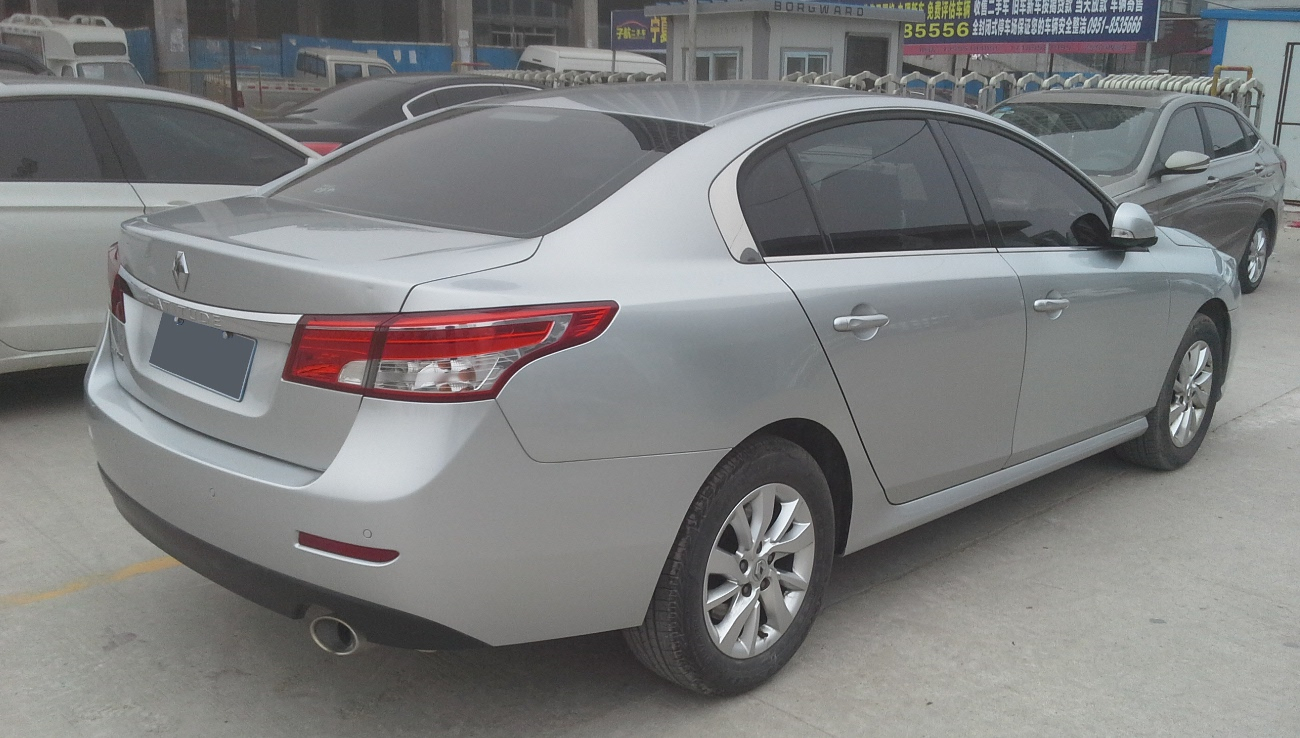
르노 래티튜드 (후기형) 후측면

르노 래티튜드(프랑스어: Renault Latitude 르노 라티튀드[*])는 프랑스의 르노가 판매하는 세단이다.

## 상세
르노 산하에 있는 르노코리아자동차에서 제조되는 르노코리아 SM5를 베이스로 하여 라디에이터 그릴과 범퍼, 엠블렘 등이 다르다. 생산은 르노코리아자동차의 부산 신호동 공장에서 이루어진다. 2010년 6월 8일 사진을 공개되었고, 그해 9월부터 모로코와 알제리에서 발매되었다. 이후 프랑스, 아프리카, 러시아, 터키, 멕시코 등에서 차례대로 발매되었다. 엔진은 2.0 가솔린 M4RK 외에 V6 2.5 가솔린 VQ25DE, V6 3.0 디젤 V9X, 2.0 디젤 M9R 등이 마련되었다. 서스펜션은 SM5(3세대)와 같이 프론트는 맥퍼슨 스트럿, 리어는 멀티 링크가 적용되었다. 2015년에 후속 차종인 탈리스만이 출시되어 유럽 시장에서는 단종되었으나, 그 외 국가에서는 여전히 판매되다가 2019년에 SM5와 동시에 단종되었다. 싱가포르에서의 경우, 택시로 운행되었던 적이 있었다. SM5의 경우 오직 자동 변속기 사양만 선택할 수 있었으나, 래티튜드는 수동 변속기도 선택할 수 있었다.

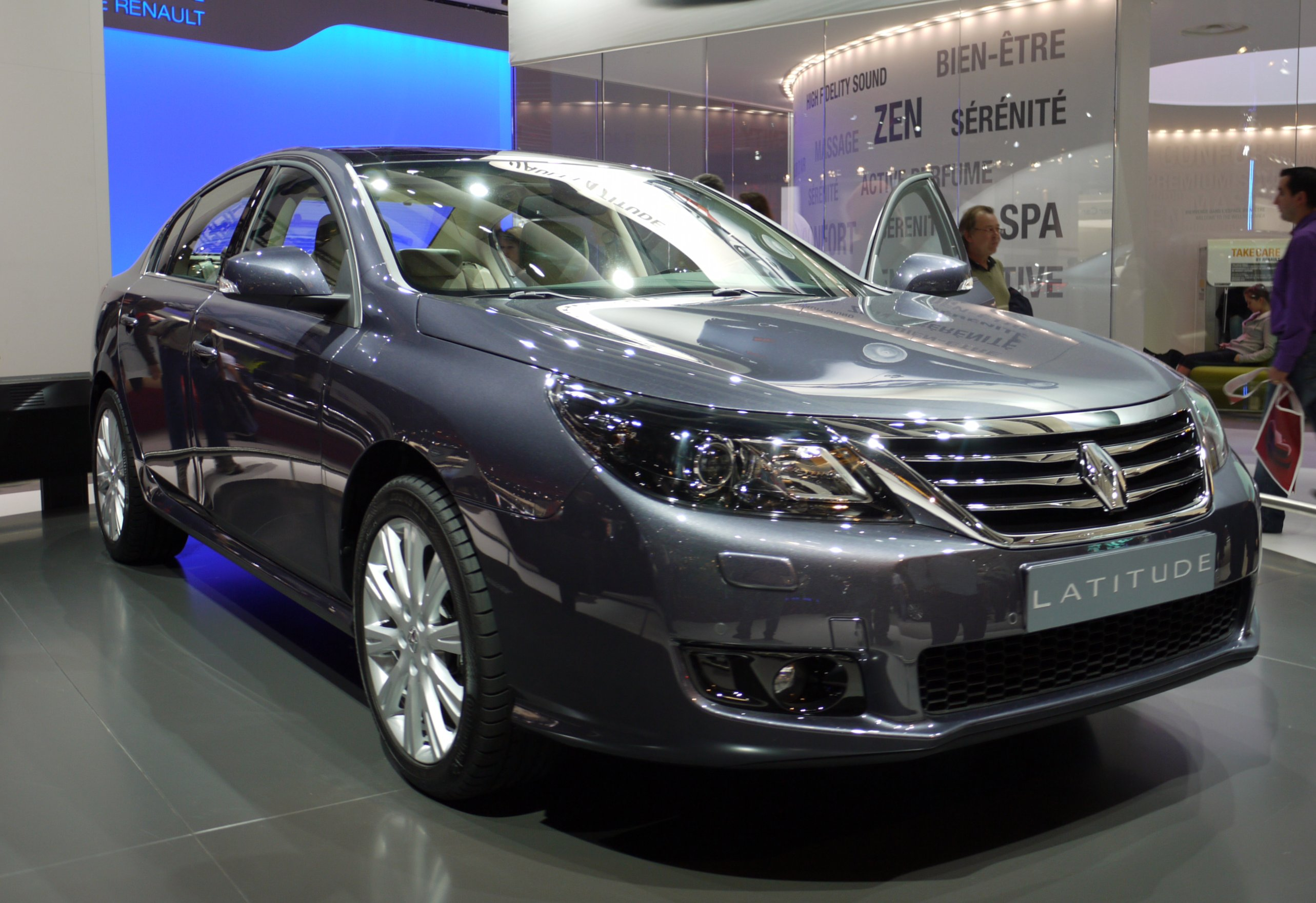
르노 래티튜드 (전기형) 정측면
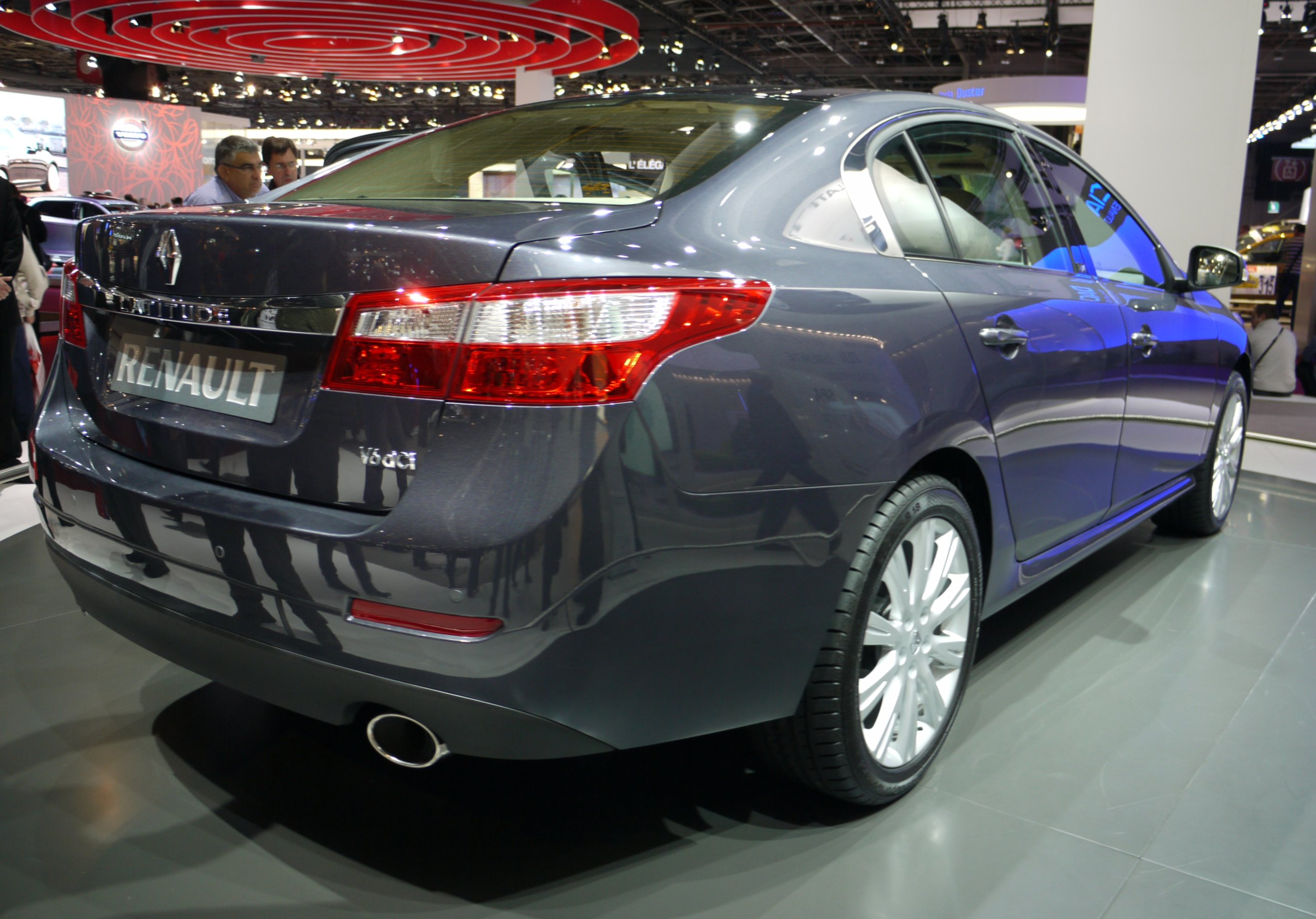
르노 래티튜드 (전기형) 후측면
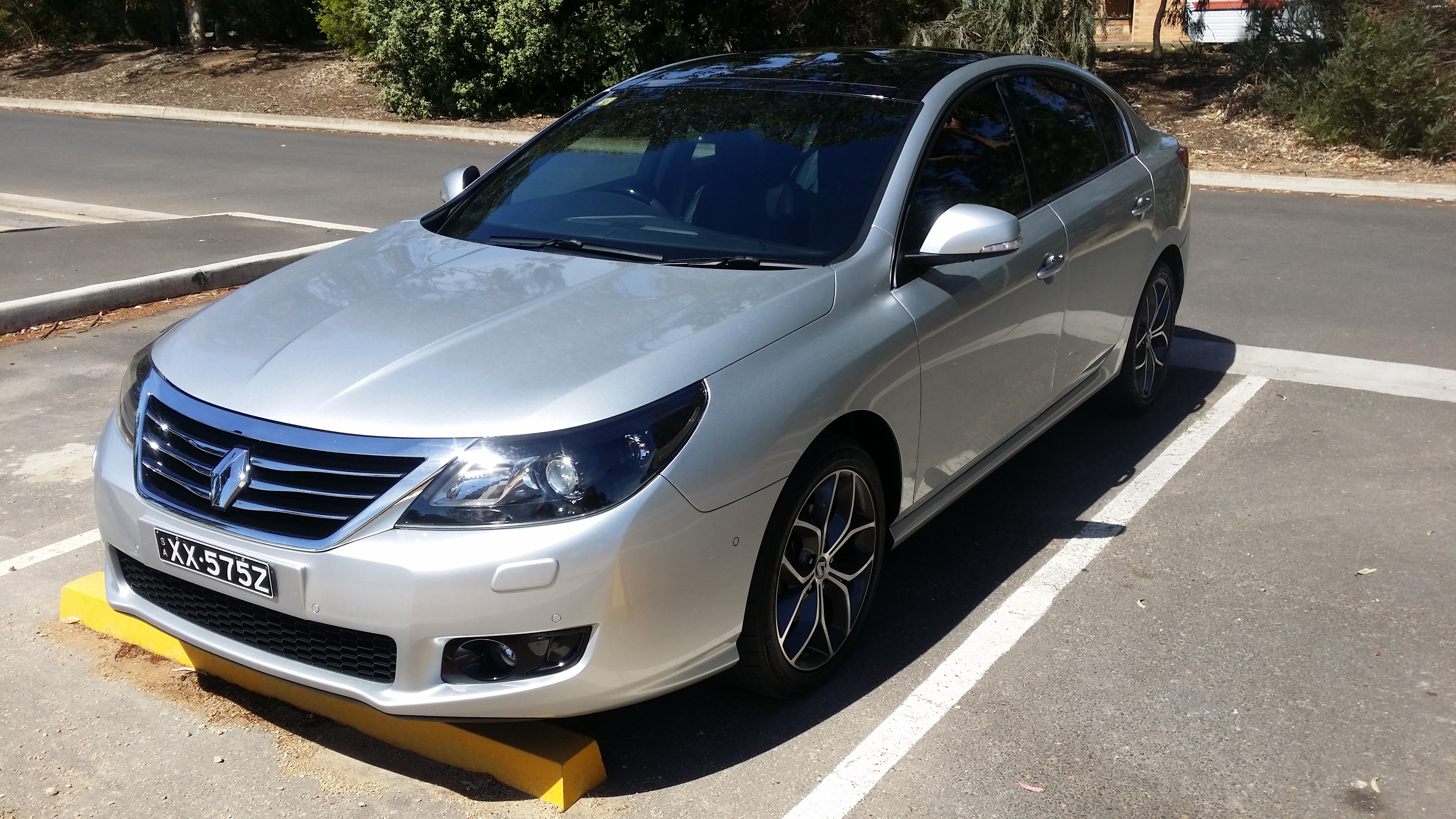
르노 래티튜드 (중기형) 정측면
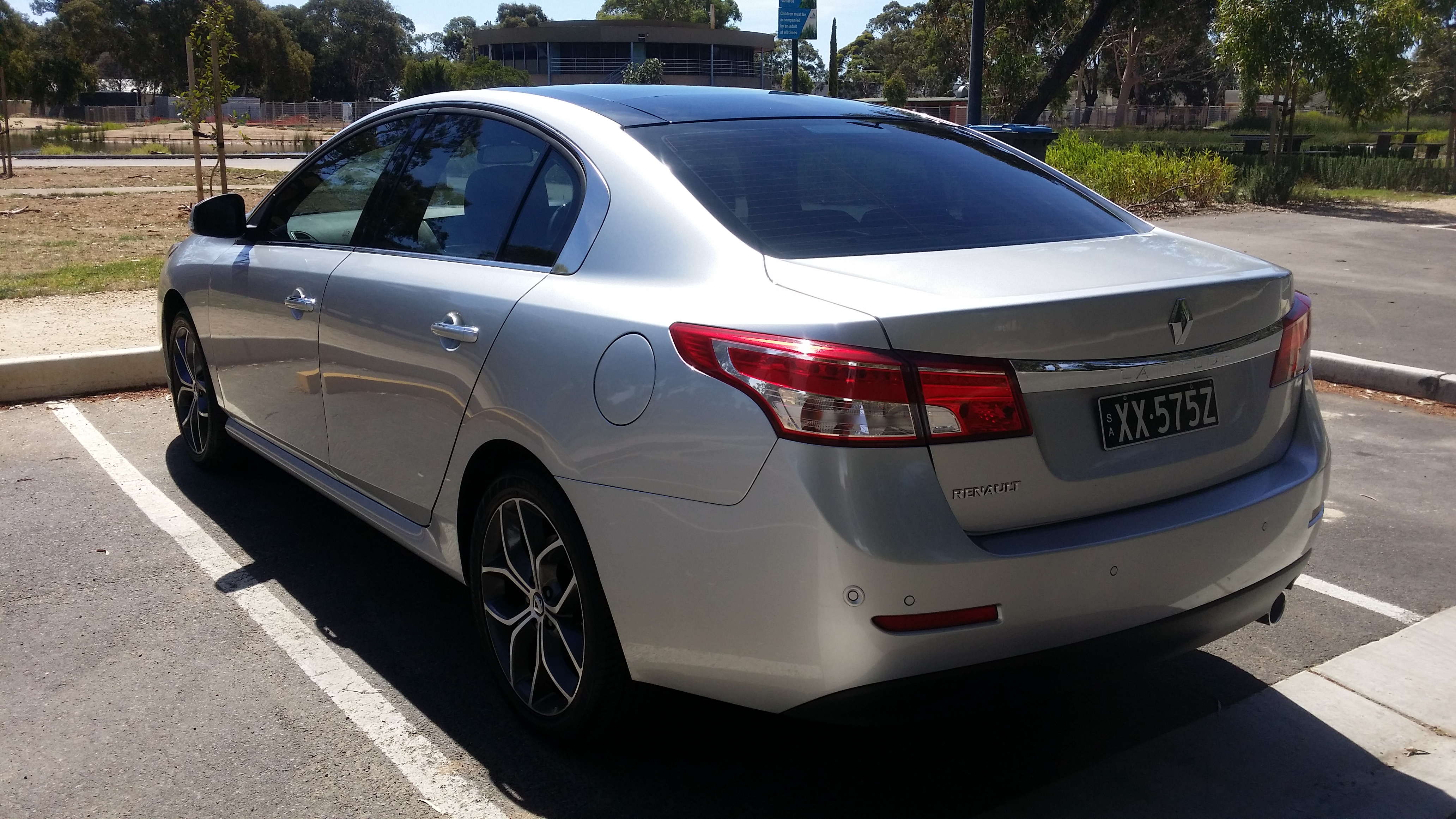
르노 래티튜드 (중기형) 후측면